# Амангельди (Аккольський район)
Амангельди́ (каз. Амангелді) — село у складі Аккольського району Акмолинської області Казахстану. Входить до складу Урюпінського сільського округу.
Населення — 164 особи (2021; 299 у 2009, 310 у 1999, 410 у 1989).
Національний склад станом на 1989 рік:
- казахи — 72 %.

Колишня назва — Малшора.